# Rumania en los Juegos Olímpicos de Sarajevo 1984
Rumanía estuvo representada en los Juegos Olímpicos de Sarajevo 1984 por un total de 19 deportistas que compitieron en 6 deportes.  
El portador de la bandera en la ceremonia de apertura fue el deportista de bobsleigh Dorel Cristudor. El equipo olímpico rumano no obtuvo ninguna medalla en estos Juegos.